# Школа анимираног филма Шаф
Школа анимираног филма Шаф се налази у Врању. Школа је основана 1987. године на темељима клуба филмске уметности. ШАФ је основао Мирослав Мики Симоновић који је био на челу ове школе до одласка у пензију. Иста година донела је и емитовање првог анимираног филма из продукција ШАФ-а под називом "Кутија".. Данас, 37 година касније  иза себе има преко 350 наслова. На самом почетку рада школа није имала пуно техничких могућности, али како је време одмицало, школа је постајала све јача у техничком смислу. Тренутно је школа смештена у Центру за културу града Врања. Рад са децом се одвија свакодневно, деци се приближава филмска уметност. Значај се придаје анимацији која је деци веома интересантна и забавна. Школа нуди усвајање основних појмова везаних за филм, као што су: идеја, синопсис, анимација, књига снимања, монтажа фима, аудио записи. Школа анимираног филма се генерално бави дечијим анимираним филмом. У циљу приближавања анимације организују се различите радионице за анимиране филмове, како у Врању, тако и у другим градовима Србије. 
Данас ШАФ броји шесторо запослених од којих је четворо у школи провело од своје 10/11 године, прво као чланови од самог оснивања, касније као волонтери а сада као запослени.
Традиционална манифестација коју организује школа анимираног филма Шаф из Врања, јесте манифестација "Златни пуж", у оквиру које се бијенално одржавају Интернационална дечија радионица анимираног филма (августа) и Светски фестивал дечијег анимираног филма (септембра).
Мирослав Мики Симоновић
Мирослав Симоновић, познатији као Мики ШАФ, био је оснивач и дугогодишњи водитељ Школе анимираног филма (ШАФ) у Врању, једне од првих школа анимације у бившој Југославији.  Данас је ШАФ једина школа такве врсте у Србији. Рођен је 1952. године у Врању, а преминуо је 11. августа 2023. године у 71. години живота.
Његова љубав према филму започела је још у детињству, када је као основац често боравио у кинооператерској кабини локалног биоскопа, где је учио о филмској траци и пројекторима.  Касније је, као радник СИЗ-а културе, организовао филмске пројекције у врањском дому културе, користећи 16-милиметарске пројекторе.
Године 1987. основао је ШАФ на темељима Клуба љубитеља филмске уметности.  Први анимирани филм школе, "Кутија", настао је исте године са групом од петнаесторо талентоване деце. ШАФ је постао препознатљив по раду са децом из различитих средина, укључујући и оне из маргинализованих група, те је организовао радионице широм Србије.
Симоновић је 1997. године покренуо Интернационалну дечју радионицу анимираног филма, а касније, 2009. године и Светски фестивал дечјег анимираног филма "Златни пуж". Обе манифестације су бијеналног карактера и одржавају се у Врању.
Током каријере, Симоновић је сарађивао са бројним међународним фестивалима анимације и био је гост, предавач, селектор и председник жирија на многим догађајима.  Објавио је књигу "Деца и анимирани филм" 2016. године  . За свој допринос анимацији, добио је признања попут Јавног признања 31. јануар града Врања, Сребрног витеза у Кијеву и признање Балканима за животно достигнуће у анимацији.
Његова посвећеност и ентузијазам оставили су неизбрисив траг у свету анимације, посебно у раду са децом, чинећи ШАФ и Врање препознатљивим на мапи светске анимације.

## Интернационална дечија радионица анимираног филма
Интернационална дечија радионица анимираног филма нуди различите садржаје. До сада је одржано 15 радионица са гостима из земље и иностранства. На свакој од радионица урађено је по три анимирана филма у различитим техникама анимације. Сваке године уради се и по један документарни филм који показује пријатну атмосферу која влада током радионице, на којима деца из целог света раде заједно,цртају, стварају, друже се, постају пријатељи, а нека од тих давно стечених пријатељства трају до дан данас. У томе им данас много помажу популарне дружтвене мреже, на којима су у сталном контакту. Радећи на изради анимираног филма деца бришу све могуће баријере: верску, језичку, националну...
Гости предавачи  годинама су несебично делили своја драгоцена искуства уз пуно рада и незаборавног дружења. Многи познати аниматори оставили су неизбрисив траг у ШАФ-у: Пенчо Кунчев из Бугарске, Роби Енглер из Ђвајцарске, Боривој Бордо Довниковић и Весна Довниковић из Хрватске, Сајоко Киношита из Јапана, Ед Дерошес из Колорада, Дарко Марковић из Македоније, Андреа Мартињони, Вићенцо Ђоанола, Анђело Армиеро,Моника Масучи, Рафаела Траниело и Вићенцо Баши, сви из Италије, Нитин Донде из Индије, Гари Шварц, Реј Косарин и Деана Морс из Америке,Васил Срибниј, Макс Епштајн и Карина Хананеиа из Израела, Радостина Нејкова из Бугарске, Марија Лендова и Татјана Вохментсева из Русије, Елодие Верхеиден из Белгије, Катерина Апостолска Ди Сиро из Швајцарске, Младен Ђукић из Босне,Стевица Живков, Влада Станић, Благоје Буца Лупа, Никола Мајдак, из Србије.
На свакој радионици, поред израде анимираних и гокументарних филмова, уводи се по нека новина како би се обогатио и направио што бољи у занимљивији програм. Па се тако промовишу националне кухиње, народне игре, графити, оригами...
Током радионице ураде се и два билтена која описују припреме, организацију и сам ток радионице и различита занимљива дешавања током радионице. То је свакако одлична успомена за сваког учесника радионице.
Интернационалне радионице финансирали су Град Врање, Министарство Културе Републике Србије, УНИЦЕФ, Министарство Омладине и Спорта, Италијански институт из Беогрда и Амбасада Америке из Београда.
Светски Дечији Фестивал Анимираног Филма
До сада је у организацији Школе анимираног филма одржано 7 фестивала дечијег анимираног филма. Почели смо са организацијом фестивала 2009. године, када смо одржали први фестивал са укупно 67 приказаних дечијих анимираних филмова. Филмови су били подељени у две категорије, аутори  до 15 година и аутири  од 15 до 19 година. Интернационални жири чинили су: Анастасиа Димитра (предавач, аниматор, председник АСИФА Грчка), Пенчо Кунчев (аниматор, председник АСИФА Бугарска) и Миодраг Новаковић (драматург, филмски критичар, члан ФИПРЕСЦИ-а) доделилo je награде: златног, сребрног и бронзаног пужа у обе категорије као и Гранд при фестивала. 
2011. године наш фестивал, други по реду, званично је добио име Златни пуж .Чланови интернационалног жирија били су Милан Бунчић (Хрватска), Пенчо Кунчев (Бугарска) као председник жирија и Стевица Живков (Србија). У званичном програму фестивала приказано је 50 филмова.  Жири је доделио по три награде у две категорије као и Гранд Прих фестивала.
Одржан је и састанак АСИФА Србија, са председавајућим Божидарем Зечевићем, председником АСИФА Србија.  
На трећем Фестивалу, одржаном августа 2013. године, у такмичарском делу приказано 59 филмова. Одржане су три Мастер клас радионице. Прву мастер клас радионицу водио је Андреа Мартињони из Болоње, Италија (уметник у области кратке форме и ради на озвучавању анимираних филмова у професионалној и продукцији дечијих анимираних филмова). Другу радионицу водио је Пенчо Кунчев, из Бугарске, подпредседник АСИФА-е и председник АСИФА Бугарска и познати је аниматор, дизајнер и уметник у области кратке форме. Трећу мастер клас радионицу водио је Стевица Живков, аниматор из Београда. 
У сећање на Николу Мајдака, професора из Београда, дугогодишњег пријатеља и сарадника ШАФ-а, говор са упоредним приказивањем филмова одржао је Мирослав Симоновић, оснивач и дугогодишњи водитељ ШАФ-а. У његову част од ове године уведена је награда која ће се додељивати на фестивалу “Златни пуж” – награда Никола Мајдак.
Четврти “Златни пуж“ одржан је 2015. године у организацији ШАФ-а а под покровитељством Града Врања, Министарства културе и информисања Републике Србије, Италијанског института за културу из Београда, Америчке амбасаде из Београда, многобројних донатора, спонзора и пријатеља фестивала. Пријављено је 224 филма из целог света. Одржана је и радионица анимираног филма за све учеснике фестивала, коју је водио истакнути аниматор и члан АСИФА-е из УСА Реј Косарин.
Посетиоци фестивала су поред званичне пројекције филмова имали прилику и да погледају пратећи програм фестивала кога су чинили награђени филмови са фестивала “Златни витез” из Русије, филмови и представљање Националне филмске школе из Италије, као и представљање рада Реја Косарина из Америке.
На петом фестивалу, одржаном септембра 2017. године пријављено је 862 филма из 80 земаља света. У такмичарском делу фестивала приказано је 48 анимираних филмова.
Посетиоци фестивала су поред званичне пројекције филмова имали прилику и да погледају пратећи програм фестивала: информативни програм фестивала, представљање фестивала анимираног филма ВАФИ из Хрватске и АНИМАКС из Македоније.
У оквиру фестивала ШАФ је прославио 30 година постојања и успешног рада. 
6. «Златни пуж» одржали смо септембра 2019.године. Укупан број приспелих филмова на  фестивалу је 1083 из више од 80 земаља света. Селекција је за жири и посетиоце фестивала приредила интересантан одабир филмова и то 56 филмова у млађој (деца до 15 година) и 20 филмова у старијој конкуренцији (од 15 до 19 година старости). 
Жири фестивала чинили су: Макс Епштајн, уметник из Израела; Марија Лендова, директор Државне установе за културу и кинематографију Министарства културе Новосибирске регије; и Нарциса Даријевић Марковић, филмски и ТВ редитељ из Србије.
Као пратећи програм фестивала организована је промоција фестивала Мулти-мост из Новосибирска (Русија).
7. Златни пуж протекао је обележен пандемијом корона вируса. На фестивал је пријављено 1723 из више од 101 државе света. Морамо да нагласимо да је преко платформе Film Freeway пријављено 1680 филмова.  Када говоримо о бројкама интересантан је и број земаља учесница – 101. Највећи број филмова нам долази из Индије (230) следе Иран (213), САД (109) и Русија (77). Као што се и могло очекивати имали смо много пријављених филмова инспирисаних корона вирусом у различити жанровима, формама и техникама. Драго нам је што смо на прошлогодишњем фестивалу дали шансу  ауторима који су ове године то и оправдали.
Селекција је за жири и посетиоце фестивала приредила интересантан одабир филмова и то у млађој (деца до 15 година) - 39 а у конкуренцији од 15 до 19 година старости - 31. Укупан број филмова који ће бити приказан на фестивалу је 70.
Жири 7. фестивала: Никола Мајдак, сниматељ, аниматор, редитељ, предавач и водитељ радионица анимираног филма из Београда; Нитин Донде, редитељ и инструктор aнимацијe, филмa, фотографијe из Индије; и Кузман Кузмановски,  режисер и продуцент из Македоније.
На 8. Светскомдечији фестивалу анимираног филма “Златни пуж” стигло је нешто више од 700 анимираних филомова. У такмичарском делу фестивала нашло се 74 филма у обе категорије. Филмове су оцењивали: Младен Ђукић, аниматор, редитељ, продуцент, (БиХ), Андрес Доменеш Алкаиде, наставник уметности на ЕСАДА (Есцуела Супериор де Арте де Андалуциа), (Шпанија) и Никола Мајдак, сниматељ, аниматор, редитељ, предавач и водитељ радионица анимираног филма из Београда.  

## Спољашне везе
- Званична страница школе Шаф Архивирано на веб-сајту  (29. јун 2022)
- https://saf.co.rs/